# ساپونارا
ساپونارا (به ایتالیایی: Saponara) یک کومونه در ایتالیا است که در استان مسینا واقع شده‌است.

## خصوصیات
ساپونارا ۲۶٫۰ کیلومترمربع مساحت و ۴٬۰۴۰ نفر جمعیت دارد و ۱۶۰ متر بالاتر از سطح دریا واقع شده‌است.

## نگارخانه

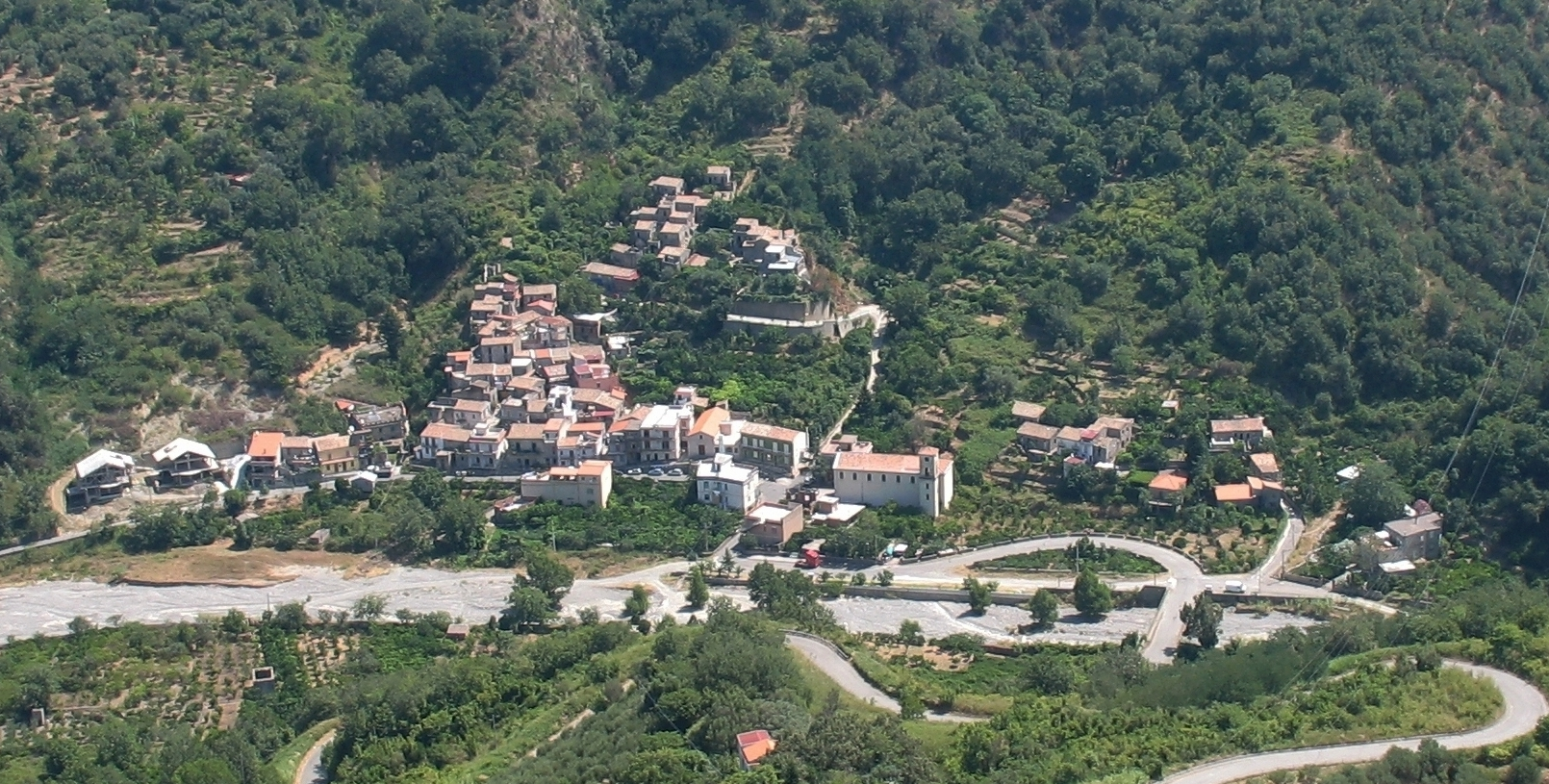